# Verkhni Khantxakrak
Verkhni Khantxakrak - Верхний Ханчакрак (rus) - és un khútor del krai de Krasnodar, a Rússia. Es troba al sud del delta del riu Kuban. És a 24 km al nord d'Anapa i a 123 km a l'oest de Krasnodar.
Pertany al poble de Iurovka.